# Korrika

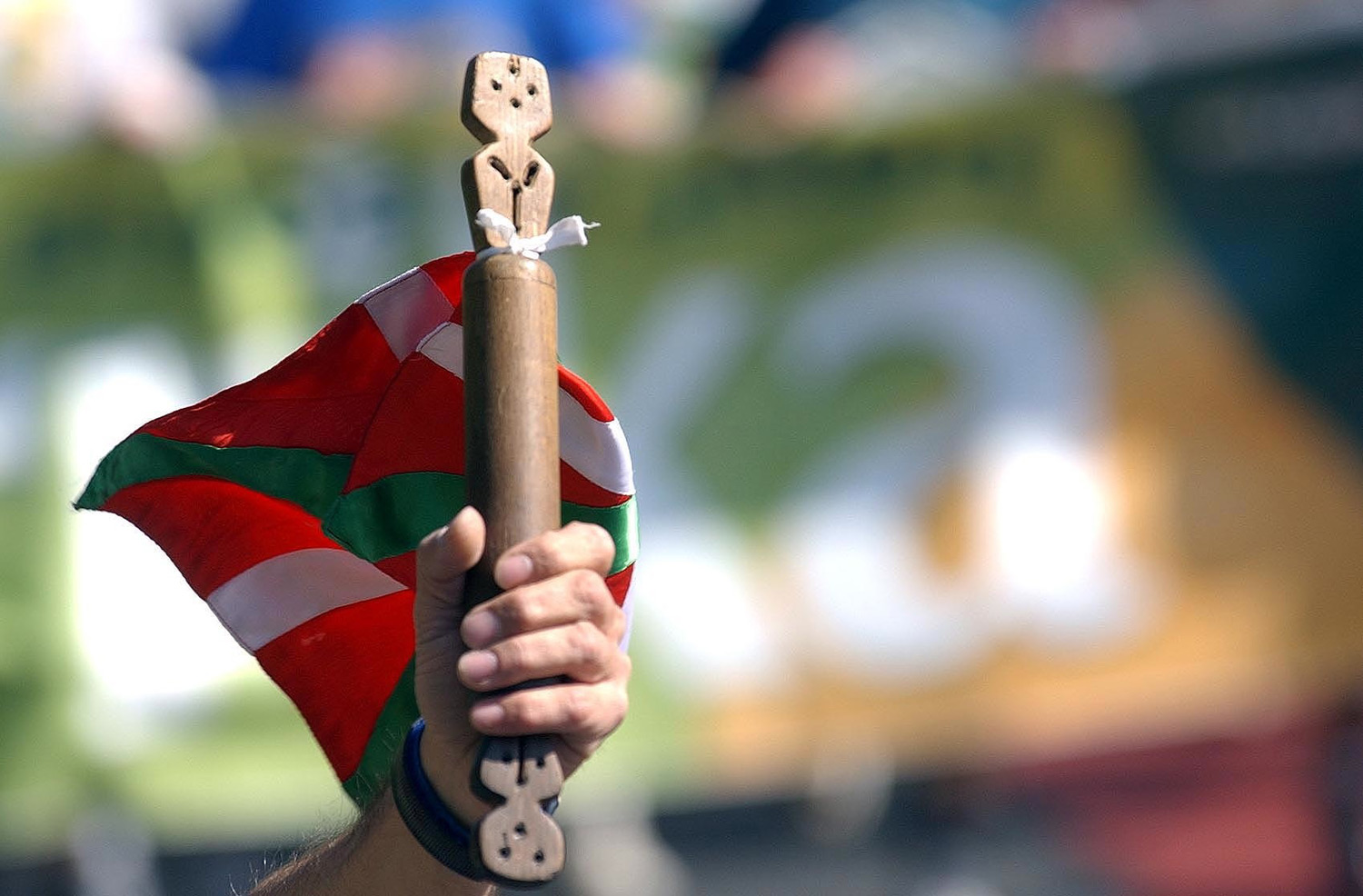
Le témoin (Korrikaren lekukoa).

La Korrika (en basque en courant) est une course en faveur de la sauvegarde et de la promotion de la langue basque qui se réalise en parcourant les sept provinces du Pays basque en courant. Elle est organisée par l'association d'enseignement du basque AEK tous les deux ans et dure une dizaine de jours en suivant un parcours différent à chaque édition.

## Historique
A la fin des années 1970, la vitalité de la langue basque est fragilisée par plusieurs décennies d'oppression de ses locuteurs, notamment sous la dictature de Franco,,. Afin de sauvegarder la langue et de faire progresser le nombre de bascophones, l'association AEK est créée en 1976 avec notamment pour objectif de développer l'enseignement aux adultes en euskara. AEK organise en 1980 un événement destiné à venir à la rencontre des locuteurs basques baptisé korrika, qui part d'Ognate le 29 novembre et s'achève à Bilbao le 7 décembre,. Organisée dans un premier temps tous les 18 mois, elle devient bisannuelle à partir de 1985. Elle s'élance pour la première fois depuis le Pays basque Nord pour la troisième édition en 1983, avec Pierre Dospital comme premier relayeur à Bayonne.
La korrika devient au fil des éditions un rituel d'unification symbolique du Pays basque fortement investi par les différents courants nationalistes,, parvenant à transcender le temps de l'événement les différents politiques,. La diffusion de messages politiques pendant la course a cependant pu susciter des tensions durant la période d'activité d'ETA.
L'édition de 2020 est reportée d'un an en raison de la pandémie de Covid-19.
Durant l'édition 2024, plusieurs associations revendiquent avoir aider 36 migrants à franchir la frontière franco-espagnole à Hendaye en les intégrant au peloton de la korrika. Entre 2021 et 2024, neuf personnes ont perdu la vie en tentant de traverser cette frontière. Sept personnes sont poursuivies en janvier 2025 pour "aide à l’entrée et au séjour des personnes en situation irrégulière en bande organisée".

## Organisation
Chaque korrika est symbolisée par une chanson interprétée par un chanteur ou groupe basque. Le parcours changeant à chaque édition, la distance parcourue varie d'une course à l'autre (1820 km pour la première édition, 2792 km pour celle de 2024). La course ne s'arrête pas la nuit, le témoin orné d'un ikurriña étant transmis à chaque relayeur sans discontinuer sur tout le parcours.
Les participants achètent le nombre de kilomètres de leur choix pour accompagner la progression du témoin, porté à l'avant de la course par un relayeur. L'argent récolté sert à financer les enseignements en basque d'AEK.

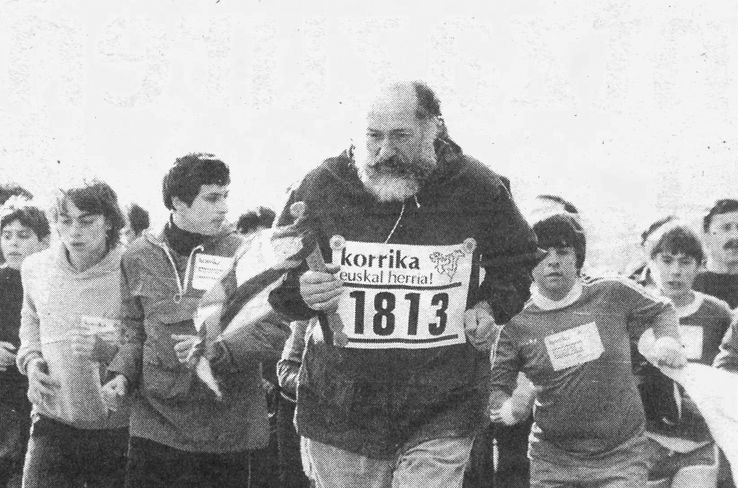
Remigio Mendiburu, sculpteur qui a fabriqué le témoin, lors de la première korrika en 1980

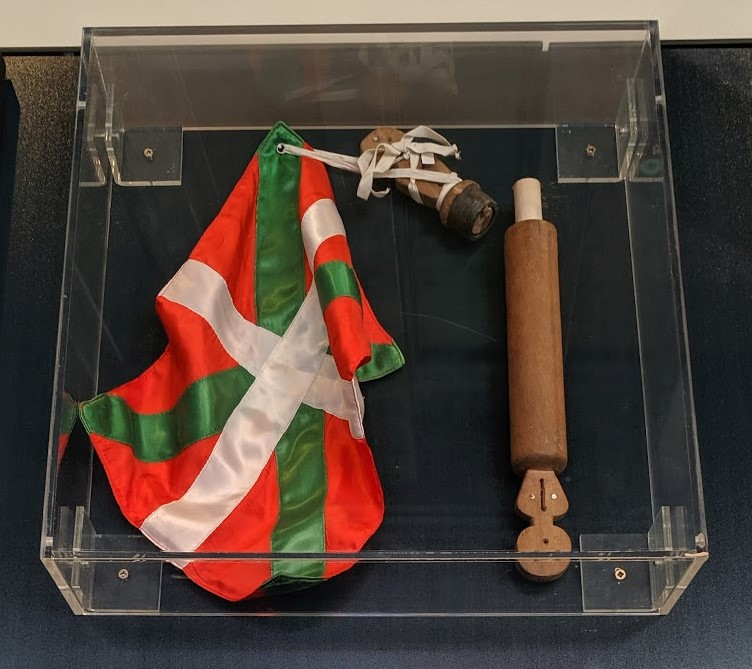
Témoin utilisé pour les courses de 1980 à 1988.

Le témoin (korrikaren lekukoa) a été fabriqué par l'artiste Remigio Mendiburu (eu), dont le premier modèle a été utilisé jusqu'en 1988. Le témoin suivant est l’œuvre de Juan Gorriti (eu). A l'intérieur du témoin se trouve un message de soutien à la langue basque rendu public à l'arrivée par son auteur, qui est généralement le dernier relayeur de la course.
Tout le long du parcours, des fêtes, concerts, bertso et conférences sont organisés dans les villes et villages traversés, formant au fil des éditions un programme culturel à part entière appelé Korrika Kulturala,. Une course en ligne a été également été mise en place pour permettre aux personnes ne pouvant participer physiquement à la course d'acheter des kilomètres.

## Éditions passées

Parcours de la vingtième édition de la course en 2017

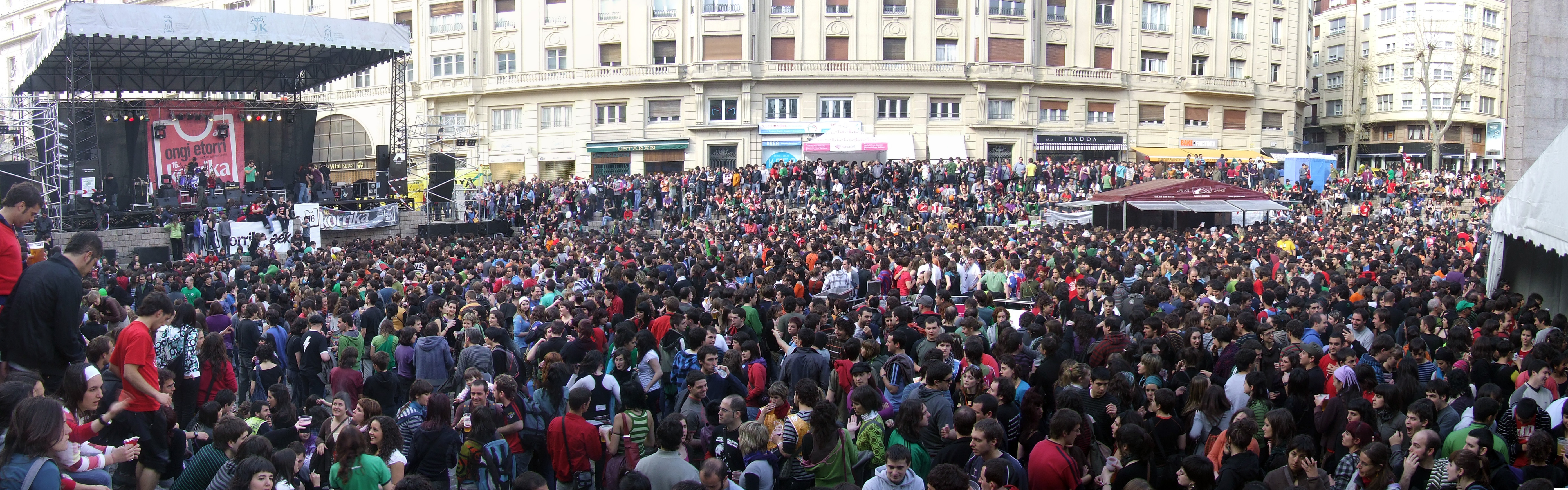
Arrivée de la seizième édition à Vitoria-Gasteiz

| Année | Départ                             | Arrivée                       | Slogan | Chanson | Remarque |
| ----- | ---------------------------------- | ----------------------------- | --- | --- | --- |
| 1980  | Ognate le 29 novembre              | Bilbao le 7 décembre          | « Zuk ere esan bai euskarari » (« Toi aussi dit oui au basque ») | " Korrika 1 " (Xabier Amuriza)                                                                                    | |
| 1982  | Pampelune le 22 mai                | Saint-Sébastien le 30 mai     | AEK, euskararen alternatiba herritarra; Korrika, herriaren erantzuna euskararen alde (AEK, l'alternative entre le basque et les basques; La Korrika, la réponse du Pays en faveur du basque) | " Korrika 2 " (Akelarre)                                                                                          | Un hommage fut rendu à Rikardo Arregi, journaliste, écrivain et acteur culturel. Il était l'auteur du message de la première édition de la Korrika. |
| 1983  | Bayonne le 3 décembre              | Bilbao le 11 décembre         | 'Euskaraz eta kitto ! (En basque et c'est tout !) | " Korrika 3 " (Egan)                                                                                              | Un hommage fut rendu à Gabriel Aresti (écrivain) |
| 1985  | Tardets-Sorholus le 31 mai         | Pampelune le 9 juin           | « Herri bat, hizkuntza bat »(« Un pays, une langue ») | " Korrika 4 " (Lontxo Aburuza)                                                                                    | Un hommage fut rendu à Piarres Lafitte, écrivain et linguiste basque, décédé un mois plus tôt |
| 1987  | Hendaye le 03 avril                | Bilbao le 12 avril            | Euskara zeurea da (le basque est a toi) | " Korrika 5 " (Oskorri)                                                                                           | Un hommage fut rendu à Balendin Enbeita (bertsolari) |
| 1989  | Irun le 14 avril                   | Saint-Sébastien le 23 avril   | « Euskara, korrika eta kitto » (« Le basque, la Korrika et c'est tout ») | " Gu AEK-koak gara " (Xanti eta Maider).                                                                          | Un hommage fut rendu à Jose Migel Barandiaran (prêtre, chercheur et scientifique), le coureur centenaire, qui est né le 31 décembre 1889) |
| 1991  | Victoria-Gasteiz le 15 mars        | Bayonne le 24 mars            | Korrika euskara, euskaraz Euskal Herria (Course basque, le Pays basque en basque) | " Korrika 7 " (Irigoien Anaiak eta Mikel Erramuspe).                                                              | Un hommage fut rendu à Remigio Mendiburu (sculpteur). Il est le concepteur du témoin que les participants se transmettent pendant la Korrika. |
| 1993  | Pampelune le 26 mars               | Bilbao le 4 avril             | Denok maite dugu gure herria euskaraz (On aime tous notre pays en basque) | "Aide Korrika " (Tapia eta Leturia)                                                                               | Un hommage fut rendu à Martin Ugalde, journaliste, historien, écrivain et militant culturel |
| 1995  | Saint-Jean-Pied-de-Port le 17 mars | Victoria-Gasteiz le 26 mars   | Jalgi hadi euskaraz (Lève toi en basque) (« Le basque, la Korrika et c'est tout ») | " Bizi ganoraz " (Maixa eta Ixiar, Alex Sardui, Kepa Junkera)                                                     | Un hommage fut rendu à Mikel Laboa (chanteur et compositeur basque) |
| 1997  | Arantzazu le 14 mars               | Bilbao (Bizkaia) le 23 mars   | Euskal Herria korrika (Le Pays basque cours) | " Bizi ganoraz " (Maixa eta Ixiar, Alex Sardui, Kepa Junkera)                                                     | Un hommage fut rendu à l'académicien Luis Villasante |
| 1999  | Pampelune le 19 mars               | Saint-Sébastien le 28 mars    | « Zu eta ni euskaraz »(« Toi et moi en basque ») | " 1 eta 1 " (Joxe Ripiau).                                                                                        | Pour cette édition c'est à 11 personnes ou organismes, œuvrant en faveur de la langue basque, qu'un hommage fut rendu : Pedro Migel Etxenike, Joxe Ramon Etxebarria, Jose Angel Iribar, Maitena Araguas, l'entreprise Etxepe, optique Mendia, le groupe des fondateurs de l'ikastola de Laudio, Argiñe Iturregi, la radio Euskalerria irratia, la municipalité d'Arantza et la maison d'édition Maiatz. |
| 2001  | Victoria-Gasteiz le 29 mars        | Bayonne le 8 avril            | Mundu bat euskarara bildu (Rassemblons le basque au monde) | " Big Beñat " (Fermin Muguruza)                                                                                   | Pour cette édition, en plus du parcours normal, une Korrika virtuelle fut mise en place sur internet, avec un cyber-témoin |
| 2003  | Mauléon le 4 avril                 | Pampelune le 13 avril         | Herri bat geroa lantzen (Un pays qui travaille le futur) | " Gero bat gaurdanik " (Mikel Laboa et Ruper Ordorika)                                                            | Un hommage fut rendu aux personnes qui se sont impliquées en faveur de la langue basque dans les années 1960-70 |
| 2005  | Roncevaux le 10 mars               | Bilbao le 20 mars             | Euskal Herria euskalduntzen, ni ere bai (Le Pays basque se basquifie, moi aussi) | " Ni ere bai " (Afrika Bibang)                                                                                    | Un hommage fut rendu à toutes les personnes qui ont appris la langue basque, ainsi qu'à Andolin Eguzkitza, linguiste, écrivain, poète et académicien basque, mort le 24 mars 2004 |
| 2007  | Karrantza le 22 mars               | Pampelune le 1er avril        | Heldu (Tiens) | " Heldu " (Niko Etxart eta El Drogas)                                                                             | C'est aux femmes du Pays basque que l'hommage fut rendu, pour leur immense contribution à la survie de la langue basque en l'ayant transmise de génération en génération |
| 2009  | Tudela le 26 mars                  | Victoria-Gasteiz le 5 avril   | Ongi etorri euskaraz bizi nahi dugunon herrira (bienvenue au Pays où nous voulons vivre en basque)                                                                                           | " Ongi etorri laguna " (Betagarri)                                                                                | Un hommage fut rendu à Mikel Laboa |
| 2011  | Karrantza le 22 mars               | Saint-Sébastien le 17 avril   | « Maitatu, ikasi, ari… euskalakari » (« aime, apprend, utilise... Euskalakari ») | " Pausoz pauso euskalakari " (Gose)                                                                               | Un hommage fut rendu à Ilaski Serrano |
| 2013  | Andoain le 14 mars                 | Bayonne le 24 mars            | Eman Euskara Elkarri (se donner la langue basque les uns aux autres) | " Bagoaz " (Esne Beltza)                                                                                          | Un hommage fut rendu à Amets Arzallus |
| 2015  | Urepel le 19 mars                  | Bilbao le 29 mars             | Euskahaldun (Jeux de mots entre Euskaldun (basque) et ahal (pouvoir), pouvoir utiliser le basque                                                                                             | " Denok Korrikara "(Musique de Oskorri et paroles de Gabriel Aresti)                                              | Un hommage fut rendu à Lorea Agirre |
| 2017  | Otxandio le 30 mars                | Iruñea (Pampelune) le 9 avril | Bat Zuk (Jeux de mots entre Bat (un), Zuk (toi) et Batzuk (plusieurs) | " Zirkorrika " | Joseba Sarrionandia a lu un texte qui fut projeté sur la place devant le monument des fors. |
| 2019  | Gares le 4 avril                   | Gasteiz le 14 avril           | Klika | Klika Korrika 2019 (Mad Muasel, F. Muguruza et La Furia)                                                          | Un hommage fut rendu à Txillardegi, figure majeure de l'unification de la langue basque. |
| 2022  | Amurrio le 31 mars                 | Saint-Sébastien le 10 avril   | Hitzekin. Jeu de mots entre hitz (mots) et ekin (action) et hitz egin (parler). Selon AEK, " il est temps de faire passer le basque de la parole à l'action "                                | " Hitzekin " (musique : Nerea Urbizu ; paroles : Sustrai Colina ; chanteuses : Ane García, Anari et Nerea Urbizu) | Un hommage est rendu au groupe de clowns Pirritx, Porrotx eta Marimotots. |
| 2024  | Irun le 14 mars                    | Bayonne le 24 avril           | Harro Herri | " Mursego " (Maite Arroitajauregi)                                                                                | Hommage au collectif "Azterketak Euskaraz" ("Les examens en basque") |